# 真·女神轉生 惡魔之子系列
真·女神轉生 惡魔之子系列是Atlus為了拓展《真·女神轉生》系列，而針對兒童市場所推出的跨媒體製作。

## 電子遊戲
| 2000 | 真·女神轉生 惡魔之子 黑之書·赤之書   |
| 2001 | 真·女神轉生 惡魔之子 白之書          |
| 2002 | 真·女神轉生 惡魔之子 光之書·闇之書   |
| 2003 | 真·女神轉生 惡魔之子 Puzzle de Call! |
| 2003 | 真·女神轉生 惡魔之子 炎之書·冰之書   |
| 2004 | 真·女神轉生 惡魔之子 Messiah Riser   |
| 2005 |                                      |
| 2006 |                                      |
| 2007 |                                      |
| 2008 |                                      |
| 2009 |                                      |
| 2010 |                                      |
| 2011 | 真·女神轉生 惡魔之子                 |

### 主系列
- 真·女神轉生 惡魔之子 黑之書·赤之書（日语：真・女神転生 デビルチルドレン 黒の書・赤の書）[1]
- 真·女神轉生 惡魔之子 白之書（日语：真・女神転生 デビルチルドレン 白の書）
- 真·女神轉生 惡魔之子 光之書·暗之書（日语：真・女神転生 デビルチルドレン 光の書・闇の書）
- 真·女神轉生 惡魔之子 炎之書·冰之書（日语：真・女神転生 デビルチルドレン 炎の書・氷の書）

### 手機遊戲
- 真·女神轉生 惡魔之子 Puzzle de Call!（日语：真・女神転生 デビルチルドレン パズルdeコール!）
- 真·女神轉生 惡魔之子 Messiah Riser（日语：真・女神転生 デビルチルドレン メシアライザー）
- 真·女神轉生 惡魔之子

## 跨媒体

### 動畫

#### 真·女神轉生 惡魔之子

DVD封面

原名，2000年10月7日至2001年9月29日在中部日本放送電視台首播，共50集。台灣代理商群英社譯為《真·女神轉生 魔力寶貝》，中視率先購得台灣播映權。香港則由亞洲電視本港台於2002年7月14日以《真・女神轉生》名義播出。华娱卫视以《真·女神轉生 魔力宝贝》名义播出。

### 登場人物

#### 主要角色
甲斐剎那（配音員：森久保祥太郎（日本）；陳廷軒（香港）；劉傑（台灣））
擅長足球的男孩子，富有正義感，初期個性非常莽撞衝動，在第一集中，人間界下了一場石頭雨，由於他的房子被大塊石頭砸中而在跟房東說話時，被科學家廣海（未來爺爺）強行捉到車上帶回研究室，從那時起，他便知道了自己原來是跟未來一樣，是一名魔力戰士，並因此來到魔界。手執魔力召喚槍，可以召喚同伴。
台灣電視版將本角色譯為小光。
要未來（配音員：野上尤加奈（日本）；王夢華（香港）；楊凱凱（台灣））
運動與家事皆為萬能的少女，與爺爺生活在一起。剎那的同學，為了找回父親而來到魔界。爸爸失蹤在魔界，自小便抱著「要找到爸爸」的理想。在她爺爺的幫助下，終於將魔界之門打開。手執魔力電腦，可以開啟去魔界、人間界的入口，並可以查詢惡魔資料。
台灣電視版將本角色譯為美奈。
冷冰（配音員：井上喜久子（日本）；曾秉輝（香港）；詹雅菁（台灣））
住在賽伯勒斯，驕傲的地獄犬。在第一集以路西法的手下的身份出現，被剎那解救。種族被路西法所殲。牠性格冷酷，會說人類語言，屬性是火。總是和剎那鬧彆扭，吵架，剎那也總是管他叫一條狗，實際上兩人還是很好的搭檔。
比路（配音員：大澤千秋（日本）；吳小藝（香港）；林美秀（台灣））
獅鷲族，住在魔界的格里風地區，被未來的爸爸帶到人間界，會飛，屬性是木。性格可愛，膽小，最害怕蝙蝠。友善，有很多好朋友。

#### 敵對角色
路西法（配音員：置鮎龍太郎（日本）；梁有恆（香港）；正昇（台灣））
本作的頭號敵人，每次出戰失利都會找芬里爾、阿巴頓他們興師問罪順便出氣。
芬里爾（配音員：岩田光央（日本）；盧傑群（香港）；正昇（台灣））
路西法的手下，外觀是一個狼人，講話心直口快。
阿巴特（配音員：高木涉（日本）；周永光（香港）；孫中台（台灣））
路西法的手下，外觀是一個忍者，不多話。

#### 其他角色
要廣海（配音員：龜山助清（日本）；黃志成（香港）；孫中台（台灣））
未來的爺爺，不斷自吹自擂為「天才科學家兼偉大發明家」；由於自己的兒子和媳婦（未來父母）下落不明，故溺愛唯一的孫女未來。
高城傑特（配音員：熊井統子（日本）：曾佩儀（香港）；詹雅菁（台灣））
剎那和未來於第38集遇見的一位神秘少年。

### 製作人員
- 原作：ATLUS
- 企画：加藤直次（CBC） 、岡田耕始（ATLUS）、渡邊哲也（電通）
- 企画協力：内野英樹（ATLUS）、島村大三（ATLUS）
- 監督：竹内啓雄
- 助監督：小林哲也
- 系列構成：藤田伸三
- 人物設定：田村しゅうへい
- 美術監督：坂本信人
- 色彩設計：加藤良高
- デジタル攝影監督：杉浦充
- デジタル編集：田熊純
- 音樂：吉俣良
- 錄音監督：藤山房伸
- 音樂製作人：大川正義
- 音樂協力：ファーストスマイル・エンタテインメント
- 動畫製作人：加藤博（Actas）
- 製作人：加藤直次（CBC）、山西太平（電通）、尾崎穏通（TMS娛樂）
- 動畫制作：東京ムービー
- 動畫制作協力：Actas
- 製作・著作：中部日本放送、電通、TMS Entertainment

### 主題歌
片頭曲
- OP1「Go-Round」（第1話 - 第40話）

作詞：浜口祐夢、作・編曲：Face 2 fAKE、歌：伊藤奈央 in FIX
レーベル：ファーストスマイル・エンタテインメント
- OP2「LOVE SICK」（第41話 - 第50話）

作詞・作曲：現王園崇、編曲：FAIRY FORE&MASAO AKASHI、歌・演奏：FAIRY FORE
レーベル：avex trax
片尾曲
- ED1「天界のオーロラ〜AURORA HEALING〜」（第1話 - 第40話）

作詞：SHU-ICHI、作曲：忍、編曲：PlatinA Forest&成田忍、歌：PlatinA Forest
レーベル：ファーストスマイル・エンタテインメント
- ED2「I DOLL 〜アイドル〜」（第41話 - 第50話）

作詞・作曲：現王園崇、編曲：FAIRY FORE&MASAO AKASHI、歌・演奏：FAIRY FORE
レーベル：avex trax

### 各话列表
| 集序 | 播映日期   | 日文標題                                    |
| ---- | ---------- | ------------------------------------------- |
| 1    | 2000/10/07 | ケルベロス!仲魔はとってもクールな奴!?       |
| 2    | 2000/10/14 | ジャックフロスト!寒さにゃ強いが足元注意!?   |
| 3    | 2000/10/21 | ザントマン!みんなに、いい夢お届けーー!?     |
| 4    | 2000/10/28 | ヒッポウ!雪の中で炎がポウ!?                 |
| 5    | 2000/11/04 | とけいウサギ!時間を気にしてうわの空!?       |
| 6    | 2000/11/11 | アーマン!着ぐるみの中身はナイショよね!?     |
| 7    | 2000/11/18 | メッチー!ミズチ!感電ち!                     |
| 8    | 2000/11/25 | ニクロス!カリスマ料理でもうメロメロ!?       |
| 9    | 2000/12/02 | かぞえヒツジ!お宝がピンチだメェ!!           |
| 10   | 2000/12/09 | サラマンダー!魔宮の秘密でさあ大変!?         |
| 11   | 2000/12/16 | ヘル!氷と炎のガチンコ勝負!!                 |
| 12   | 2000/12/23 | ネコマタ!危ない危ない恋のワナ!?             |
| 13   | 2000/12/30 | バンパイア!おみゃぁの首筋キュートだがや!?   |
| 14   | 2001/01/06 | フランケン!デビゲノムって何なのさ!?         |
| 15   | 2001/01/13 | フロストエース!憧れのヒーローだホー!?       |
| 16   | 2001/01/20 | オーディン!クダギツネにはキツいネ!?         |
| 17   | 2001/01/27 | ドワーフ!秘密兵器は止まらない!?             |
| 18   | 2001/02/03 | ペルソナ!心変わりは誰のせい!?               |
| 19   | 2001/02/10 | ガネーシャ!授業のジャマは許さんばい!?       |
| 20   | 2001/02/17 | ナイトメア!デビルいい子だ寝んねしな!?       |
| 21   | 2001/02/24 | ドッペルゲンガー!俺はお前でお前は俺で!?     |
| 22   | 2001/03/03 | ヘル!二度あることは三度ある!?               |
| 23   | 2001/03/10 | パワー!やっと完全、合体デビル!!             |
| 24   | 2001/03/17 | フェンリル、アバドン!地上界で大騒ぎ!!       |
| 25   | 2001/03/24 | アゼルとベリアル!マカイ最強タッグチーム!!   |
| 26   | 2001/03/31 | セツナとミライ!新たなる出発（たびだち）!!   |
| 27   | 2001/04/14 | クロークルワッハ!マカイはすべてボスのもの!? |
| 28   | 2001/04/21 | ヴリトラ!行方不明注意報発令中!?             |
| 29   | 2001/04/28 | スフィンクス!気持ちは誰にも動かせない!!     |
| 30   | 2001/05/05 | ニーズホック!腹がへっては戦はできぬ!?       |
| 31   | 2001/05/12 | ネコショウグン!ケンカはいつも両成敗にゃ!?   |
| 32   | 2001/05/19 | アガシオン!そのツボ開けると出てくるよ!?     |
| 33   | 2001/05/26 | ヘカトンケイル!結婚願望大爆発!!!            |
| 34   | 2001/06/02 | マモン!インチキ占いはもうかりまっか!?       |
| 35   | 2001/06/09 | ピフリュス!実験成功グヒヒヒ……!?             |
| 36   | 2001/06/16 | アンクー!はりきり暴走大迷惑!?               |
| 37   | 2001/06/23 | バステト!恋しちゃったのよ!!                 |
| 38   | 2001/06/30 | インドラ!謎の少年・ゼット登場!!             |
| 39   | 2001/07/07 | ホルス!偉大なる太陽と月の支配者!!           |
| 40   | 2001/07/14 | ビビサナ!憎しみと裏切りの果てに!!           |
| 41   | 2001/07/21 | フレスベルク!アップアップ、スピードUP!!     |
| 42   | 2001/07/28 | イフリート!その日の運勢気持ち次第!?         |
| 43   | 2001/08/04 | キリン!勇気の心立ち上がれ!!                 |
| 44   | 2001/08/11 | デーバオー!マカイ最強トーナメント!!         |
| 45   | 2001/08/18 | ヴァジェット!それでもオレは信じてる!!       |
| 46   | 2001/08/25 | ドミニオン!悪いデビルはダレだ!?             |
| 47   | 2001/09/01 | フェンリル、アバドン軍団 マカイ制圧一歩前!? |
| 48   | 2001/09/15 | ルシファー!星降るマカイで笑うヤツ!!         |
| 49   | 2001/09/22 | ゼブル!砕け散る友情!!                       |
| 50   | 2001/09/29 | セツナとゼット!過ぎ去りし日々と明日へ!!     |

- 續作：真·女神轉生 D惡魔之子 光之書與闇之書

### 漫画
- 真·女神轉生 惡魔之子，青文出版社曾經翻譯中文版[2]。
- 續作真·女神轉生 D惡魔之子 光之書與闇之書
- 真·女神轉生 惡魔之子外传《白之书》～第三名恶魔之子 － Comic BomBom9月临时增刊《真・女神转生 Devil Children 最强FAN BOOK》（2001年9月發行）收錄的短篇漫畫，作畫者「冬凪れく」。主角为《白之书》主人公葛羽将来，被选为恶魔之子。

### 卡牌游戏
漫畫單行本有附贈惡魔之子卡片遊戲用的卡片（臺灣則是附贈在連載本作漫畫版的強棒強棒月刊中）。

## 外部連結
- 赤の書/黒の書(GB)遊戲公式網站
- 赤の書/黒の書(PSN / PS3)公式網頁 （页面存档备份，存于）
- デビルチルドレン - 公式サイト(Mobile Game)
- 白の書(GB)遊戲公式網站
- 赤の書・黒の書(PS)遊戲公式網站
- 光の書/闇の書(GBA)遊戲公式網站
- 炎の書/氷の書(GBA遊戲公式網站
- メシアライザー(GBA) ロケットカンパニー公式
- 動畫版『真·女神転生デビチル』TMS網站内公式網頁 （页面存档备份，存于）